# بولشایا ختا
بولشایا ختا (روسی: Большая Хета) یک رودخانه در سرزمین کراسنویارسک کشور روسیه است.